# Перехрестя світів
«Перехрестя світів» (англ. Crossworlds) — американський фантастичний бойовик 1996 року.

## Сюжет
У пролозі невідомий чоловік викрадає скіпетр з підземелля, але за ним приходять люди в костюмах.
Студента Джо Телбота друзі кличуть на вечірку, де він за їхнім наполяганням знайомиться з дівчиною. Втім, знайомство виявляється невдалим, натомість Джо бачить іншу дівчину, що кличе його, а потім зникає. Наступного ранку вона з'являється в будинку Джо та намагається відібрати кулон з кристалом на його шиї. Але торкнувшись кристала, вона спричиняє перенесення будинку між різними світами. Прокинувшись, Джо мусить рятуватися від різних нападників, які вриваються до будинку. Дівчина, представившись Лаурою, пояснює, що кристал в поєднанні зі стародавнім скіпетром може відчиняти проходи між світами. Вона відводить Джо до свого знайомого Ей-Ті, котрий неохоче веде Джо в музей на пошуки скіпетра.
У музеї Лаура, потрапивши під гіпноз учасника таємного товариства, виказує, що кристал у Джо. Ей-Ті переносить себе, Джо та Лауру до іншого світу, де розташовано сховок повстанців, які борються проти Ферріса — воєначальника, що прагне аби існував лише один світ під його владою. Ей-Ті потрапляє в засідку воїнів Ферріса, вони схоплюють Лауру, а Джо переноситься додому.
Нападом на будинок Джо цікавиться поліція і не вірить його розповідям. Його мати зауважує, що це все через кристал, який Джо отримав від загиблого батька. Невдовзі до Джо приходить чоловік Ребо, який представляється другом Ей-Ті. Він переконує, що події минулого дня були не сном, і треба знайти Ей-Ті, щоб визволити Лауру. Джо веде Ребо до Ей-Ті, та виявляється, що Ребо працює на Ферріса.
Ферріс призначає зустріч на даху готелю, де Джо віддає кристал в обмін на Лауру. Ферріс скидає обох із даху, але в останню мить рятує, щоб переконати Ей-Ті розказати де скіпетр.
Джо розуміє, що його мати знає про війну проти загарбників з інших світів, і це надихає його не здаватися. З Лаурою він повертається до готелю, де звільняє Ей-Ті, котрий веде їх до звалища, на якому сховав скіпетр. Там Ей-Ті підриває себе заздалегідь схованим динамітом аби дати друзям час утекти.
Ферріс знаходить утікачів по дорозі в сховок і вбиває Рібо, коли дізнається, що Ей-Ті насправді врятувався. Ферріс переносить героїв крізь низку світів, щоб відібрати кристал і скіпетр. Джо поєднує обидва артефакта і тоді лиходій намагається переманити його на свій бік. Та коли Ферріс згадує, що вбив батька Джо, той здогадується як перемогти і пронизує лиходія скіпетром. Це створює вир, який затягує Ферріса.
Джо відносить скіпетр у сховок, де Ей-Ті зазначає, що боротьба ще не закінчена, але Джо показав себе хорошим борцем. Зранку друзі приходять до Джо додому та свій подив бачать його з Лаурою.

## У ролях
| Актор             | Роль           |
| ----------------- | -------------- |
| Рутгер Гауер      | Алекс «Ей-Ті»  |
| Джош Чарльз       | Джо Талбот     |
| Стюарт Вілсон     | Ферріс         |
| Андреа Рот        | Лаура          |
| Перрі Анзілотті   | Ребо           |
| Джек Блек         | Стів           |
| Річард Мак-Грегор | Стю            |
| Еллен Гір         | мама Джо       |
| Беверлі Джонсон   | Королева       |
| Майкл Стедвек     | поліцейський 1 |
| Майкл Вайзмен     | поліцейський 2 |
| Шейні Рігсбі      | танцівниця     |
| Норіта Голанос    | ресепшн        |
| Тоні Ерволіна     | батько Джо     |

## Сприйняття
На агрегаторі кінорецензій Rotten Tomatoes фільм отримав 20 % позитивних рецензій критиків. Середня оцінка користувачів IMDb складає 5,2/10.
Згідно з сайтом Cinema Crazed, «Це, очевидно, приклад низького бюджету й тупої фантазії, але все-таки наповнений багатьма цікавими ідеями». Фільм має дуже бідні декорації та сюрреалістичний сюжет, але гра акторів і деякі оригінальні прийоми дозволяють дивитися «Перехрестя світів» з цікавістю.